# 1972-es cannes-i filmfesztivál
A 25. Cannes-i Nemzetközi Filmfesztivál 1972. május 4. és 19. között került megrendezésre, Joseph Losey brit filmrendező elnökletével. A versenyben 25 nagyjátékfilm és 14 rövidfilm vett részt, versenyen kívül pedig szokatlanul sok, 20 alkotást vetítettek. A párhuzamos rendezvények Kritikusok Hete (Semaine Internationale de la Critique) szekciójában 8 filmet mutattak be, míg a Filmkészítők Kéthete (La Quinzaine des Cinéastes) elnevezésű szekció keretében 36 nagyjátékfilm és 16 kisfilm vetítésére került sor.
A fesztivál történetében nagy változás következett be. 1972-ig az egyes országok filmfőhatóságai döntöttek arról, mely filmeket küldjék Cannes-ba, így azok egyfajta nagykövetként, a külpolitika és országimázs eszközéül szolgáltak. Ez évtől viszont a fesztivál programjának összeállításáról egy válogató bizottság döntött és hívta meg a filmeket a versenybe. A változás átstrukturálta mind a versenyfilmek, mind a versenyen kívüliek mezőnyét, ezért 1972-ben olyan nagy rendezők maradtak távol, mint Ingmar Bergman, Bernardo Bertolucci és Francis Ford Coppola.
Játékfilmek közül kettő is kiérdemelte a Nagydíjat: mindkettő olasz, mindkettő főszereplője Gian Maria Volonté és mindkettő politikai témát dolgoz fel valahol a dokumentum és a fikció között (A munkásosztály a Paradicsomba megy, illetve A Mattei-ügy). Nagy sikert aratott Andrej Tarkovszkij, akit sorozatban értek atrocitások a szovjet belügyi szervek részéről. Az Andrej Rubljov 1969-es cannes-i bemutatkozása után, a Solaris is zajos sikert aratott, a zsűri külön nagydíjjal jutalmazta, a FIPRESCI pedig az ez évben megosztott díj egyikét ítélte a filmnek. Kisebb botrány kerekedett abból, hogy a legjobb férfi alakítás díjában részesített Jean Yanne (Nem együtt öregszünk meg) nem ment el Cannes-ba és nem vette át a díjat, így demonstrálva egyet nem értését a rendezővel, Maurice Pialat-val.
Magyar részről sikeresnek ítélhető a fesztivál. Cannes a legjobb rendezés díjával „kárpótolta” Jancsó Miklóst (Még kér a nép), hiszen – egyes szakértők szerint – a Szegénylegények már 1966-ban fődíjat érdemelt volna, két évvel később pedig politikai események miatt maradt el az elismerés.
A fesztivált Claude Lelouch francia filmrendező L’aventure, c’est l’aventure című, versenyen kívül vetített filmjével nyitották meg. A versenyfilmek díjat nem kapott rendezői között található Elia Kazan (A látogatók), Philippe de Broca (Chère Louise), Sydney Pollack (Jeremiah Johnson). Versenyen kívül volt látható Alfred Hitchcock Téboly, Roman Polański Macbeth és Federico Fellini Fellini-Róma című alkotása.
A Croisette legnagyobb sztárja Robert Redford volt (Jeremiah Johnson), de sikerben fürdőzhetett David Niven és Gina Lollobrigida (Király, dáma, bubi). Orson Welles (Malpertuis), Donatas Banionis (Solaris), Peter O’Toole (A felső tízezer), valamint Marcello Mastroianni és Alberto Sordi (Fellini: Róma). Két fiatal francia színésznő is feltűnt a vásznakon: Isabelle Huppert és Isabelle Adjani. Magyar művészek közül látható volt Törőcsik Mari, Kovács Kati, Balázsovits Lajos (Holdudvar), Kiss Manyi és Almási Éva (Sziget a szárazföldön), valamint egy nyugatnémet produkcióban Bálint András, Bulla Elma, Major Tamás, Iglódi István és ugyancsak Törőcsik (Trotta).
A Még kér a nép mellett, versenyen kívüli vetítésen volt jelen Cannes-ban Mészáros Márta Holdudvar és Elek Judit Sziget a szárazföldön című alkotása. Magyar vonatkozásként meg kell említeni, hogy Robert Altman Images című filmjének operatőre Zsigmond Vilmos volt, továbbá hogy a Hungarofilm igazgatója, Dósai István immár másodszor foglalt helyet a rövidfilmek zsűrijében.
A Rendezők Kéthete szekció filmjei között volt Jancsó-alkotás, az olasz produkcióban gyártott Technika és rítus. Bemutatták Andrzej Wajda: Nyírfaliget, Ken Loach: Családi élet című filmjeit és a cannes-i vendégek felfedezhették James Ivory-t (Savages), a Taviani fivéreket (Szent Mihálynak volt egy kakasa), illetve Wener Schroeter-t (Der Tod der Maria Malibran).

## Zsűri

### Versenyprogram
- Joseph Losey, (filmrendező – elnök –  Egyesült Királyság
- Alain Tanner, filmrendező –  Svájc
- Bibi Andersson, színésznő –  Svédország
- Erskine Caldwell, író –  Amerikai Egyesült Államok
- Georges Auric, zeneszerző –  Franciaország
- Giorgio Papi, filmproducer –  Jugoszlávia
- Jean Rochereau, újságíró –  Franciaország
- Mark Donszkoj, filmrendező –  Szovjetunió
- Miloš Forman, filmrendező –  Amerikai Egyesült Államok
- Togava Naoki, filmtörténész–kritikus –  Japán

### Rövidfilmek
- Frédéric Rossif, filmrendező – elnök –  Franciaország
- Dósai István, a Hungarofilm igazgatója –  Magyarország
- Vicente Pineda, újságíró –  Olaszország

## Hivatalos válogatás

### Nagyjátékfilmek versenye
- A Fan's Notes – rendező: Eric Till
- Ani Ohev Otach Rosa – rendező: Moshé Mizrahi
- Chère Louise (Chère Louise)[3] – rendező: Philippe de Broca
- Csinmoku (Chinmoku) – rendező: Sinoda Maszahiro
- Das Unheil – rendező: Peter Fleischmann
- Il caso Mattei (A Mattei-ügy) – rendező: Francesco Rosi
- Images – rendező: Robert Altman
- Jeremiah Johnson (Jeremiah Johnson) – rendező: Sydney Pollack
- Köning, Dame, Bube (Király, dáma, bubi) – rendező: Jerzy Skolimowski
- La classe operaia va in paradiso (A munkásosztály a Paradicsomba megy) – rendező: Elio Petri
- La vraie nature de Bernadette – rendező: Gilles Carle
- Les arpenteurs (Les arpenteurs) – rendező: Michel Soutter
- Les feux de la chandeleur – rendező: Serge Korber
- Malpertuis – rendező: Harry Kümel
- Még kér a nép – rendező: Jancsó Miklós
- Mimì metallurgico ferito nell'onore (Mimi, a becsületében sértett vasmunkás) – rendező: Lina Wertmüller
- Nous ne vieillirons pas ensemble (Nem együtt öregszünk meg) – rendező: Maurice Pialat
- Perla w koronie – rendező: Kazimierz Kutz
- Petrolejové lampy (Petrolejové lampy) – rendező: Juraj Herz
- Slaughterhouse-Five (Az ötös számú vágóhíd) – rendező: George Roy Hill
- Solyaris (Solaris I-II.) – rendező: Andrej Tarkovszkij
- The Ruling Class (A felső tízezer) – rendező: Peter Medak
- The Visitors (A látogatók) – rendező: Elia Kazan
- To Find a Man – rendező: Buzz Kulik
- Trotta (Trotta) – rendező: Johannes Schaaf

### Nagyjátékfilmek versenyen kívül
- Asta Nielsen – rendező: Asta Nielsen
- Brother Carl – rendező: Susan Sontag
- Den gale dansker – rendező: Kirsten Stenbaek
- Faustine et le bel été – rendező: Nina Companeez
- Frenzy (Téboly)[3] – rendező: Alfred Hitchcock
- Holdudvar – rendező: Mészáros Márta
- La dérive – rendező: Paula Delsol
- La génération du désert – rendező: Nicole Stéphane
- La guerre pour une paix – rendező: Nicole Stéphane
- L'Aventure, c'est l'aventure – rendező: Claude Lelouch
- Le lys de mer – rendező: Jacqueline Audry
- Le sifflet – rendező: Hermina Tyrlova
- Les coquelicots vermeils d'Issyk-Koul – rendező: Bolot Chamchiev
- Les jeunes filles en fleurs – rendező: David Hamilton és Philippe Leroi
- Papa, les petits bateaux – rendező: Nelly Kaplan
- Roma (Fellini-Róma) – rendező: Federico Fellini
- Serrata – rendező: Malvina Ursianu
- Sziget a szárazföldön – rendező: Elek Judit
- The Merry-Go-Round – rendező: Kirsten Stenbaek
- The Tragedy of Macbeth[4] (Macbeth) – rendező: Roman Polański

### Rövidfilmek versenye
- Atlantyda – rendező: Piotr Szpakowicz
- Een zeer zonnige wereld – rendező: Pieter De Groot
- Giovanni Michelucci – rendező: Fernando Cerchio
- Hundertwassers Regentag – rendező: Peter Schamoni
- Jour de classe – rendező: Henri Jouf
- La beauté de la mort – rendező: Nestoras Matsas
- Le fusil à lunette – rendező: Jean Chapot
- Magic Graz – rendező: Kurt Faudon
- Malka dnevna muzika – rendező: Ivan Vesselinov
- Mini – rendező: Stoian Doukov
- Operation X-70 (Az X-70-es művelet)[3] – rendező: Raoul Servais
- Pour solde de tout compte – rendező: Louis Pitzele
- The Birth of Aphrodite – rendező: Leland Auslender
- Zikkaron – rendező: Laurent Coderre

## Párhuzamos rendezvények

### Kritikusok Hete
- Avoir vingt ans dans les aures – rendező: René Vautier
- Der hamburger aufstand: oktober 1923 – rendező: Klaus Wildenhahn
- Fritz the Cat (Fritz a macska)[3] – rendező: Ralph Bakshi
- La maudite galette – rendező: Denys Arcand
- Pilgrimage – rendező: Beni Montreso
- Prata palomares – rendező: André Faria
- The Trial of Catonsville Nine – rendező: Gorgon Davidson
- Winter Soldier – dokumentumfilm

### Rendezők Kéthete

#### Nagyjátékfilmek
- Al Makhdu'un (Al Makhdu'un) – rendező: Tewfik Saleh
- Alianza para el progreso – rendező: Julio César Ludueña
- All The Advantages – rendező: Christopher Mason
- Brzezina (Nyírfaliget) – rendező: Andrzej Wajda
- Der Tod Der Maria Malibran – rendező: Werner Schroeter
- Die Zelle – rendező: Horst Bienek
- Emitai – rendező: Ousmane Sembene
- Faire la déménageuse – rendező: José Varela
- Family Life (Családi élet) – rendező: Ken Loach
- Film-Portrait (Film-Portrait) – rendező: Jerome Hill
- Hail – rendező: Fred Levinson
- Heat (Heat) – rendező: Paul Morrissey
- Homolka a Tobolka (Homolkáék szabadságon) – rendező: Jaroslav Papousek
- Il gesto – rendező: Marcello Grottesi
- Kokuhakuteki dzsoju-ton – rendező: Josida Josisige
- La tecnica e il rito (Technika és rítus)  – rendező: Jancsó Miklós
- Land des Schweigens und der Dunkelheit – rendező: Werner Herzog
- Le journal d'un suicidé – rendező: Stanislav Stanojevic
- Le sang – rendező: Jean-Daniel Pollet
- Los dias de agua – rendező: Manuel Octavio Gómez
- Los dias del amor – rendező: Alberto Isaac
- Luminous Procuress – rendező: Steven Arnold
- Marjoe (Matjoe) – rendező: Sarah Kernochan és Howard Smith
- Postschi – rendező: Dariush Mehrjui
- ¿Qué hacer? (Mi a teendő? - Chile válaszúton) – rendező: Saul Landau, Raoul Ruiz és Nina Serrano
- Reed, Mexico Insurgente (Reed, México insurgente) – rendező: Paul Leduc
- San Michele Aveva Un Gallo (Szent Mihálynak volt egy kakasa) – rendező: Paolo Taviani és Vittorio Taviani
- São Bernardo – rendező: Leon Hirszman
- Savages – rendező: James Ivory
- Smattes – rendező: Jean-Claude Labrecque
- Sura – rendező: Macumoto Tosio
- Szama szorudzsa – rendező: Tesigahara Hirosi
- The People – rendező: John Korty
- Week-End à Sochaux – rendező: Groupe Medvedkine
- Wezwanie  – rendező: Wojciech Solarz

#### Rövidfilmek
- Autoportrait d'un pornographe – rendező: Bob Swaim
- Camille ou la comédie catastrophique – rendező: Claude Miller
- Celui qui venait d'ailleurs – rendező: Atahualpa Lichy
- Das Kaputte Kino – rendező: H.H.K.Schönherr
- Dood van een sandwichman – rendező: Guido Henderickx és Robbe De Hert
- Drug Abuse – rendező: Pat Lehman
- Homo Augens – rendező: Ante Zaninovic
- Junbogi no nikki – rendező: Osima Nagisza
- Kamasutra Rides Again – rendező: Bob Godfrey
- La chute – rendező: Paul Dopff
- Le cabot – rendező: Jean-Pierre Letellier
- Le sourire – rendező: Paul Dopff
- Légendes et chateaux – rendező: Patrick Hella
- Luger – rendező: Georges Bensoussan
- Saint-Denis sur avenir – rendező: Sarah Maldoror
- Tomato Keccsappu Kotei – rendező: Terajama Sudzsi

## Díjak

### Nagyjátékfilmek
- A Fesztivál Nemzetközi Nagydíja:
  - La classe operaia va in paradiso (A munkásosztály a Paradicsomba megy)[3] – rendező: Elio Petri
  - Il caso Mattei (A Mattei-ügy) – rendező: Francesco Rosi
- A zsűri külön nagydíja: Solyaris (Solaris I-II.) – rendező: Andrej Tarkovszkij
- Legjobb rendezés díja: Még kér a nép – rendező: Jancsó Miklós
- Legjobb női alakítás díja: Susannah York – Image
- Legjobb férfi alakítás díja: Jean Yanne – Nous ne vieillirons pas ensemble (Nem együtt öregszünk meg)
- A zsűri díja: Slaughterhouse-Five (Az ötös számú vágóhíd) – rendező: George Roy Hill
- FIPRESCI-díj:
  - Avoir vingt ans dans les aures – rendező: René Vautier
  - Solyaris (Solaris I-II.) – rendező: Andrej Tarkovszkij
- Technikai nagydíj: Roma (Fellini-Róma) – rendező: Federico Fellini
- Külön dicséret: Gian Maria Volonté – La classe operaia va in paradiso (A munkásosztály a paradicsomba megy) és Il caso Mattei (A Mattei-ügy)

### Rövidfilmek
- Nagydíj (rövidfilm): Le fusil à lunette – rendező: Jean Chapot
- A zsűri különdíja (rövidfilm): Operation X-70 (Az X-70-es művelet) – rendező: Raoul Servais
- Technikai nagydíj: Zikkaron – rendező: Laurent Coderre